# 世界ジュニアヘビー級選手権 (Zero1)
世界ジュニアヘビー級王座は、プロレスリングZERO1が所有していたプロレスの王座。体重制限100キログラム (220 lb)未満のレスラーを対象として、この階級は日本では「ジュニアヘビー級」と呼ばれているクラス。

## 歴史
2011年7月11日、NWA世界ジュニアヘビー級王者のクレイグ・クラシックはNWA世界ヘビー級王座をザ・シーク2世から剥奪したNWA（ National Wrestling Alliance ）に抗議してタイトルを放棄すると発表。しかし同年9月20日、NWAの関連会社であるZero1は、クラシックをNWA世界ジュニアヘビー級チャンピオンとして認定したと発表。クラシックが10月2日にプロモーションに復帰したとき、彼はまだNWAタイトルベルト（ 1980年代に初代タイガーマスクである佐山聡が着用したベルトを使用）を所有しており、澤宗紀との防御戦に成功していた。そこで新タイトルであるにもかかわらず、Zero1は元のタイトルの歴史系譜を採用することにし、クラシックを第108代目のチャンピオン、澤との防衛戦を22回目の防衛に成功したとした。一方、NWAは10月7日に、NWA世界ジュニアヘビー級チャンピオンをケビン・ダグラスに戴冠させた。これは、同じタイトルを保持していると思われる2人のチャンピオンがいることを意味する。同月、Zero1はNWAから離脱し、すべてのNational Wrestling Allianceチャンピオンシップの名前を「New Wrestling Alliance」チャンピオンシップに変更した。
2012年3月からインターナショナルジュニアヘビー級王座と統合されている。